# 高橋玄洋
高橋 玄洋（たかはし げんよう、1929年3月24日 - ）は、日本の脚本家、劇作家。島根県松江市出身。

## 来歴
松江生まれだが先祖伝来は広島県。松江市立内中原小学校2年のとき、父親が40歳になって大学へ入り直すため一家で広島市に移り、広島市立袋町小学校に転校。父親は教育者で、のち広島県尾道市助役を務めた。4年後父が大学を卒業し朝鮮へ赴任したため、平壌、釜山、新義州と少年時代を外地で過ごす。朝鮮船橋里小学校、平壌第一中学校、釜山中学校（現・釜山高等学校）と転校を繰り返し、新義州中学校4年のとき、海軍兵学校最後の78期生として入学。1945年8月6日原爆投下の日には、広島市郊外で勤労奉仕中で、当日市内に救援に入った。
終戦後は尾道市の叔母の家で育ち、忠海中学校（現・広島県立忠海高等学校）に在学。学制改革の関係で平山郁夫は同級生となる。文学青年だった従兄の影響で文学を志す。尾道では洋画家の小林和作に可愛がられた。父は当時、尾道市役所に勤務し、1953年8月に尾道ロケが行われた『東京物語』では、ロケ対応の責任者だった。父は息子が東京の大学で脚本の勉強をしていると小津安二郎監督に話したところ、「今すぐやめさせたほうがいい」とアドバイスされたという。尾道短期大学を経て、1954年早稲田大学第一文学部日本文学科卒業。早稲田大学卒業の年に、新日本放送（現・毎日放送）のラジオドラマ懸賞募集に「母の履歴書」で当選。
その後「劇団新派」で北条秀司に劇作を師事。続いて日本演劇協会事務局の書記を経て、日本教育テレビ（現・テレビ朝日）嘱託となり局内（演習部）の作家として活躍した。
1960年『傷痕』で芸術祭奨励賞を受賞し放送作家として独立。1962年『子機』で芸術祭奨励賞、1964年ポーラ名作劇場『いのちある日を』で「久保田万太郎賞」を受賞するなど多くの賞を得て売れっ子作家となる。同年から3年間続いた法廷ドラマ『判決』（NET）のレギュラー作家として活躍、最高視聴率24.3％を叩きだしたのを皮切りに、1972年に手がけたNHK連続テレビ小説『繭子ひとり』は、同年2月10日放送分がテレビ視聴率歴代20位、ドラマ歴代7位の55.2％を記録し"視聴率の魔術師"との異名をとった。本格派ドラマのライターとして最盛期には年間100本のドラマ脚本を書く。
しかし1975年、制作システムへの疑問からNHKへの執筆を拒否。『判決』における原爆や公害問題を扱った作品とあいまって、硬派、社会派の印象を強くするが、それ以降は温かな家族模様を表現したホームドラマが中心となり『三男三女婿一匹』（1976年、TBS）、『野々村病院物語』（1981年、TBS）、『嫁がず、出もどり、小姑』（1981年、フジテレビ）などの数多くのヒット作を生み出した。
その他の代表作に『朱鷺の墓』（1970年、NHK）、『さよなら三角またきて四角』（1982年、TBS）、『妻の日の愛のかたみに』（1982年、テレビ朝日）、1983年の日本テレビ24時間テレビ内で放送された『黒い雨・姪の結婚』などがある。
その後脚本家を辞してテレビから離れ小説・随筆などを発表している。また1960年から埼玉県所沢市に住み同市の市民憲章の起草委員長を務めるなどの活動もしている。1992年紫綬褒章。1999年勲四等旭日小綬章。

## 作品

### 著書
- 『いのちある日を 藍の章』三一新書　1965
- 『いのちある日を 茜の章』三一新書　1966
- 『いのちある日を 萌の章』三一新書　1966
- 『ガラスの波』三一書房 高校生新書　1967
- 『志都という女』三一書房 さんいちぶっくす、1967
- 『体験的テレビドラマ作法』宝文館出版、1968年
- 『三人姉妹』三笠書房 1975
- 『夏の影』日本テレビ放送網 1975
- 『三男三女婿一匹』三笠書房 1976
- 『その人は今…』日本放送出版協会 1976-77
- 『八丁目のダメ親父! カンナ・トンカチ・キリキリ舞い』編著: 新樹瞳志 日本テレビ放送網 1976
- 『お手々つないで』全国朝日放送 1977
- 『分水嶺』三笠書房 1977
- 『風をみた女』三笠書房 1978
- 『判決』原作 中堂利夫著 全国朝日放送 1978
- 『蝶たちの冬』作品社 1979
- 『花を見るかな 評伝小林和作』三笠書房 1979　のち創樹社
- 『風待ちの女』集英社 1980
- 『人工樹林』作品社 1980
- 『夕映え天使 砂丘殺人事件の謎』光文社 カッパ・ノベルス　1982
- 『興味津々』創樹社 1985
- 『テレビドラマ作法』三一書房 1985
- 『花火 作品集』創樹社 1992
- 『いい生き方、いい文章 美しい文章作法』同文書院 アテナ選書 1993
- 『感性が光る文章の書き方 いい生き方といい文章』同文書院 1996
- 『私の昭和出会った人々』ユー企画印刷 2009

### レコード
- 尾道周遊歌（作詞も） 1979

### 作詞
- 虹の輝き（広島県スポーツ賛歌） 1994